# Lake Lillian
Lake Lillian és una població dels Estats Units a l'estat de Minnesota. Segons el cens del 2000 tenia 257 habitants.

## Demografia
Segons el cens del 2000, Lake Lillian tenia 257 habitants, 124 habitatges, i 71 famílies. La densitat de població era de 215,7 habitants per km².
Dels 124 habitatges en un 22,6% hi vivien nens de menys de 18 anys, en un 42,7% hi vivien parelles casades, en un 8,1% dones solteres, i en un 42,7% no eren unitats familiars. En el 38,7% dels habitatges hi vivien persones soles el 21% de les quals corresponia a persones de 65 anys o més que vivien soles. El nombre mitjà de persones vivint en cada habitatge era de 2,07 i el nombre mitjà de persones que vivien en cada família era de 2,75.
Per edats la població es repartia de la següent manera: un 22,6% tenia menys de 18 anys, un 5,8% entre 18 i 24, un 24,9% entre 25 i 44, un 23,3% de 45 a 60 i un 23,3% 65 anys o més.
L'edat mediana era de 43 anys. Per cada 100 dones de 18 o més anys hi havia 91,3 homes.
La renda mediana per habitatge era de 26.458 $ i la renda mediana per família de 31.875 $. Els homes tenien una renda mediana de 29.205 $ mentre que les dones 19.500 $. La renda per capita de la població era de 16.881 $. Entorn del 9,7% de les famílies i el 14,6% de la població estaven per davall del llindar de pobresa.

## Poblacions més properes
El següent diagrama mostra les poblacions més properes.